# NGC 1535
NGC 1535 je planetární mlhovina v souhvězdí Eridanu. Někdy bývá nazývána „Kleopatřino oko“.
Objevil ji William Herschel 1. února 1785.
Od Země je vzdálená asi 3 960 světelných let.
Na obloze se nachází 4° východně od hvězdy Zaurak (γ Eri). Vnitřní jasná část má úhlovou velikost 20″ a slabá vnější obálka má velikost 45″. V malém dalekohledu tato mlhovina vypadá jako slabá mlhavá hvězda. Větší dalekohled může ukázat modrozelený odstín mlhoviny i její ústřední hvězdu, která má magnitudu 12.